# Wohn- und Wirtschaftsgebäude Wechold 17

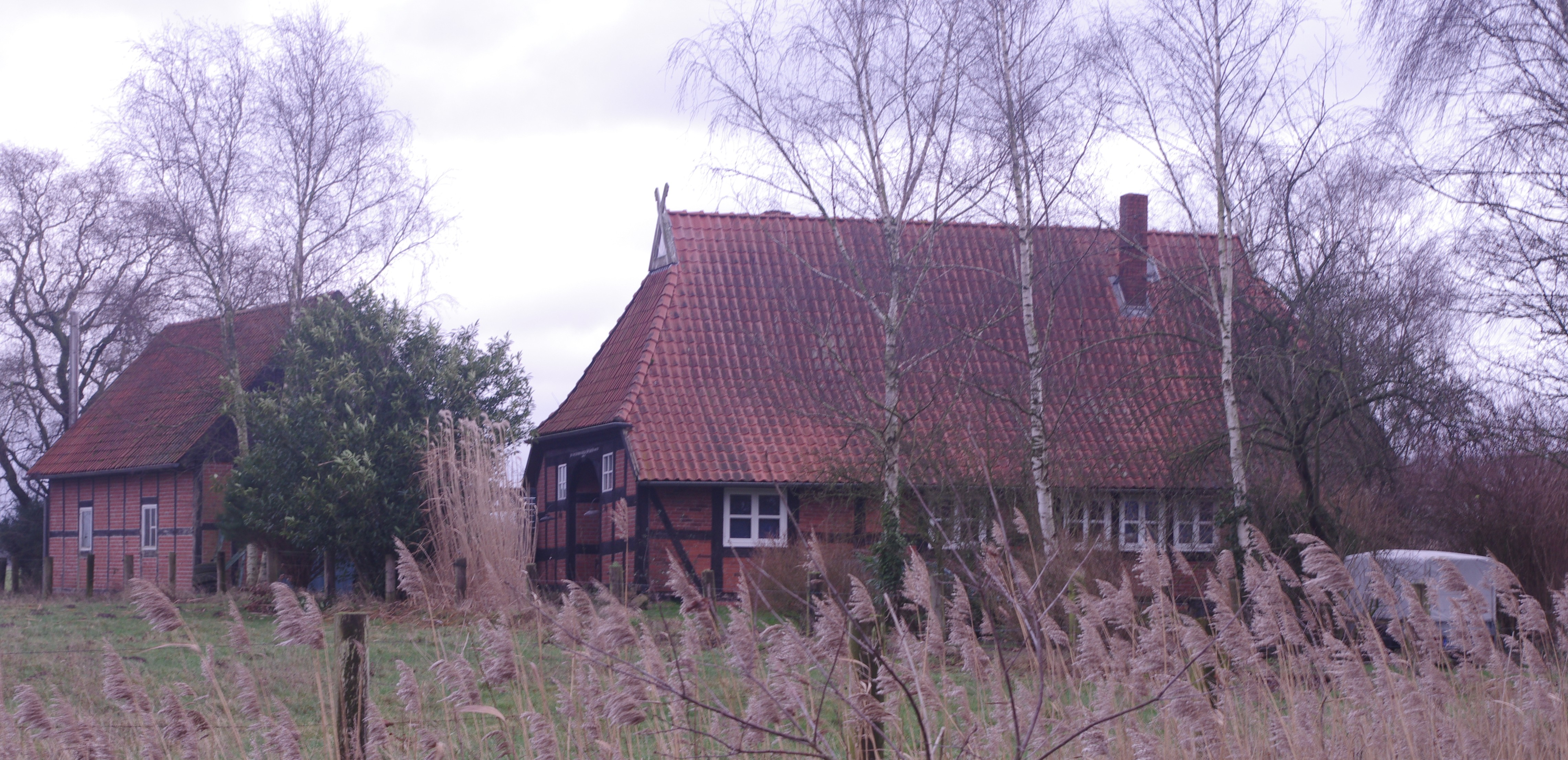

Das Wohn- und Wirtschaftsgebäude Wechold 17 in Hilgermissen-Wechold in der niedersächsischen Samtgemeinde Grafschaft Hoya stammt vom 18. Jahrhundert.
Aktuell (2023) wird es als Wohnhaus genutzt.
Das Gebäude steht unter Denkmalschutz (siehe auch Liste der Baudenkmale in Hilgermissen).

## Beschreibung
Das eingeschossige traufständige Hallenhaus in Fachwerk mit Steinausfachungen sowie mit Krüppelwalmdach, Niedersachsengiebel mit Uhlenloch wurde am Ende des 18. Jahrhunderts gebaut.
Es wurde zum Wohnhaus umgebaut. Ein weiteres Nebengebäude steht auf dem Anwesen.
Das Landesdenkmalamt befand: „… geschichtliche Bedeutung … durch beispielhafte Ausprägung eines niederdeutschen Hallenhauses …“